# Klóretán
A klóretán vagy etil-klorid egy halogénezett szénhidrogén, az etán klórtartalmú származéka. Színtelen, szúrós szagú, gyúlékony gáz, könnyen cseppfolyósítható. A klóretán gőze kábító, narkotikus, gyengén altató hatású. Vízben és kloroformban csak kis mértékben oldódik, de jól oldható alkoholban és éterben. A cseppfolyósított klóretánt a gyógyászatban helyi érzéstelenítésre használják.

## Kémiai tulajdonságai
Vizes oldatban hidrolizál, különösen, ha lúgok vannak jelen. A hidrolízis termékei az etanol és a sósav. Ez egy szubsztitúciós reakció. Gyúlékony gáz, lángja zöldes szegélyű. Az égésének termékei a víz, a szén-dioxid és a sósav, de az égéstermékek között a mérgező foszgén is megtalálható.

## Fizikai tulajdonságai
Hármaspontja -138 °C
Fagyáspontja -136 °C, fagyáshője 4,45 kJ/mol
Forráspontja +15,8 °C, párolgáshője 24,6 kJ/mol
Kritikus pontja 182,7 °C 52,4 bar nyomáson; sűrűsége 330 kg/m³
A fentiekből következően nulla Celsius fokon lehet akár folyadék és gőz is; szobahőmérsékleten viszont már csak gőz.
Az Antoine állapotegyenlet: {\displaystyle log_{10}{\frac {p}{bar}}=4,16-{\frac {1052,8}{{\frac {T}{K}}-32,08}}}

## Előállítása
A klóretánt etilénből gyártják hidrogén-klorid addíciójával.
{\displaystyle \mathrm {CH_{2}{=}CH_{2}+HCl\rightarrow CH_{3}{-}CH_{2}{-}Cl} }.
Korábban etil-alkoholból állították elő sósavval, vízmentes cink-klorid jelenlétében.
{\displaystyle \mathrm {CH_{3}{-}CH_{2}{-}OH+HCl\rightarrow CH_{3}{-}CH_{2}{-}Cl+H_{2}O} }

## Felhasználása
A gyógyászatban helyi érzéstelenítésre használják. Cseppfolyósított klóretánt fecskendeznek a bőrre. A cseppfolyós etil-klorid elpárolog, a szövetekből hőt von el, lehűti őket. A fájdalomérzetet ezáltal csökkenti.
Etilezőszerként is alkalmazzák. A benzinhez az oktánszám növelése érdekében korábban adott adalékanyagot, az ólom-tetraetilt (vagy tetraetil-ólmot) is az ólom nátriumötvözetéből állították elő klóretán segítségével.
{\displaystyle \mathrm {4\ PbNa+4\ CH_{3}{-}CH_{2}{-}Cl\rightarrow Pb(CH_{2}CH_{3})_{4}+3\ Pb+4\ NaCl} }